# 岡就栄
岡 就栄（おか なりひで）は、戦国時代から安土桃山時代にかけての武将。毛利氏、小早川氏の家臣。通称は与次郎、与三左衛門尉。受領名は和泉守。父は岡正吉。子に岡景忠。

## 生涯
毛利興元、幸松丸、元就の3代に仕えた岡正吉の子として生まれる。なお、元々は「奈須」の名字を名乗っていたと伝えられていることが『閥閲録』に収録された岡氏の家譜に記されている。
享禄5年（1532年）8月15日、毛利元就の加冠を受けて元服し、「就」の偏諱を与えられる。
天文9年（1540年）の吉田郡山城の戦いに参加しており、9月12日の鎗分の戦いに従軍し、11月22日の小山での戦いで敵兵の首を1つ挙げている。
天文11年（1542年）7月14日、元就から安芸国高田郡北で1町7段半の田を与えられた。
天文13年（1544年）に毛利元就の三男である徳寿丸（後の小早川隆景）が竹原小早川氏を相続すると就栄や粟屋盛忠が元就の命を受けて随行し、以後隆景の家臣となった。就栄の随行は、周囲に信頼できる家臣が少ない隆景を補佐すると共に、毛利元就の意向を竹原小早川氏に反映させるためと考えられている。また、毛利氏と小早川氏の両方から知行を与えられることとなり、毛利氏と小早川氏に両属する存在となった。
天文16年（1547年）に比定される12月2日付けの乃美慶俊宛ての隆景書状から、就栄が奏者だけでなく取次的な役割を担っていたことが分かるが、同書状には隆景の花押が据えられていないことから隆景の権限が制限されていたことも分かっており、そのような状況下で書状を受け取り、隆景の意向を伝える役割を担った就栄が竹原小早川氏の運営において有した権限は小さくなかったと考えられている。
隆景の沼田小早川氏入嗣直前の天文20年（1551年）3月に発給された竹原小早川氏被官の田坂与一兵衛尉や末長又三郎（後の磯兼景道）に対する打渡坪付に就栄と竹原小早川氏被官の中屋右京進が署名しており、この時点ではこの2人が竹原小早川氏家中の奉行職を担っていたと考えられている。また、同年に隆景が沼田小早川氏の家督も相続しても就栄は竹原小早川氏の支配領域の統治のみに関与し、沼田小早川氏の支配領域に関与した形跡が見られない。これは毛利氏から竹原小早川氏に移ってきた奉行人である就栄が沼田小早川氏の奉行人として登用することに対する沼田小早川氏家臣団の反発を懸念した措置と考えられている。
弘治2年（1556年）9月20日に毛利元就が小早川隆景に宛てた書状によると、就栄らが属する小早川軍が大内軍との数刻に渡る合戦で奮戦し勝利した際に就栄を含めて槍などによる負傷者が多く出たことが記されており、10月11日に元就は就栄に書状を送って油断なく養生することを勧め、快気してから対面するよう述べると共に、就栄から贈られた鯛を喜んですぐに賞翫した旨を記している。しかし、翌弘治3年（1557年）4月16日に隆景から就栄に宛てて大内軍を討ち果たした事を伝える書状において小早川氏の本拠地である沼田に帰還しての養生を勧めており、同年8月26日の元就書状においても就栄に養生が肝要であると述べている。さらには永禄元年（1558年）8月4日の小早川隆景の書状でも就栄の養生が続いていることが記されている。
永禄4年（1561年）2月5日の小早川家の座配書立において、13番目に「岡与三左衛門」の名が記されており、それ以降も概ね上座から十数番目に名前が記されている。
同年3月から閏3月にかけて、毛利元就・隆元父子らが小早川隆景の居城である新高山城を訪問し、閏3月4日に毛利隆元が巨真寺（後の米山寺）において隆景を饗応した際に末長源次郎、桂景信、日名内但馬入道、真田大和守、末長景道と共に隆景の供をしており、閏3月5日の暇乞いの饗応では「御再進」や「同燭之心」等の複数の役割を果たしている。
永禄11年（1568年）4月の吉川元春と小早川隆景の伊予出兵に先立って、宇都宮豊綱配下の菅田直之と津野定勝によって攻撃を受けている来島村上氏の村上吉継が守る伊予鳥坂城の救援のために出陣した乃美宗勝がたちまち形成を逆転させ、その後間もなく吉川元春と小早川隆景の率いる毛利本軍が伊予国に到着し、宇都宮豊綱を打ち破って降伏させているが、同年5月6日、伊予出兵における乃美宗勝の武功を賞して小早川隆景が国盛の太刀一腰を宗勝に与えた際の使者を就栄が務めている。
元亀2年（1571年）9月17日、小早川隆景から就栄、飯田尊継、横見政綱に対し9月22日に讃岐国へ渡海することが決まったので、残る若衆や中間などについて先書に記した通りに動員するよう命じる書状が送られる。
元亀3年（1572年）閏1月4日、毛利元就・隆元父子から与えられていた安芸国高田郡内の田3町半と毛利氏の本拠である吉田の屋敷1ヶ所について、毛利輝元から承認される。
天正2年（1574年）2月9日、愁訴の結果として隆景から安芸国の呉保五名の内の50貫の地を与えられた。
天正4年（1576年）、石山本願寺から兵糧補給要請を受けた毛利輝元は、乃美宗勝と児玉就英を主将として、安芸・備後・伊予の水軍に700～800艘の警固船を率いて東航させ、7月13日に堺や住吉を経て木津川口において織田氏配下の水軍と激突。焙烙を多用した毛利水軍の攻撃により織田水軍は壊滅し、毛利軍は無事に石山本願寺に兵糧を運び込むことに成功した（第一次木津川口の戦い）。同年7月15日に木梨元恒、村上吉充、生口景守、児玉就英、富川秀安（宇喜多氏家臣）、村上武満、粟屋元如、井上春忠、包久景勝、桑原元勝、村上景広、香川広景、村上吉継、乃美宗勝、村上元吉の15名による連名で児玉元良、児玉春種、就栄に対し、木津川口の戦いについての報告をしている。
その後、就栄の奉行人としての活動の終見は天正5年（1577年）頃で、小早川氏の座配への記載も天正8年（1580年）頃までとなっており、家督は嫡男の景忠が継いだ。
没年は不明だが、年不詳5月6日付けで隆景が就栄の死去について残念に思っている旨を記した書状を、就栄の嫡男である景忠および横見政経と飯田尊継に宛ててそれぞれ送っている。